# Tokimeki Tonight
Tokimeki Tonight (ときめきトゥナイト, Tokimeki Tunaito, lit. "Esta Noite Emocionante") é uma série de mangá criada por Koi Ikeno. Foi publicado pela Shueisha na revista Ribon entre julho de 1982 até outubro de 1994. O anime adaptado do mangá, foi dirigido por Hiroshi Sasagawa, e transmitido pela NTV entre 7 de outubro de 1982 até 22 de setembro de 1983.

## Enredo
Ranze Eto vive num castelo isolado no Japão com sua mãe lobisomem, seu pai vampiro, e seu irmão, Rinze.  Apesar da sua linhagem, ela ainda não demonstrou nenhum poder especial próprio, e seus pais estão preocupados que ela possa ser uma garota normal.  Um dia, o poder inato de Ranze finalmente se manifesta quando ela, acidentalmente, descobre que pode mudar a cópia de qualquer objecto que ela morder, seja uma pessoa ou um objecto inanimado como um pedaço de pão, e só pode regressar ao seu estado normal apenas por um espirro.  Logo seus pais ficam contentes, mas os novos poderes de Ranze se tornam difíceis para continuar vivendo a vida como uma adolescente normal.
No primeiro dia de aula de Ranze em sua nova escola, ela conhece e se apaixona pelo jovem atleta, Shun Makabe. O principal problema é que os pais de Ranze não permitirão que ela namore um humano - embora possa existir algo muito mais a Shun do que aparenta. Além de tudo isso, ela também tem uma rival amarga, a maléfica Yoko Kamiya (a filha do chefe do yakuza) que também gosta de Shun e não tem a amabilidade de intrusa Ranze em seu território.

### Último episódio do anime
Desde que o anime terminou antes do mangá, os escritores tiveram que criar um final original. Deixando a história sem data de volta marcada. No último episódio, Shun tinha descoberto uma estrela de nascença, provando que ele é, na verdade, o príncipe perdido do Demon World. Ranze fica entusiasmada com a notícia, o que significa que ela vai ser capaz de se casar com ele. No entanto, quando é confrontado com o Rei, Shun nega ser o príncipe perdido e reivindica a estrela como um machucado. O Rei proíbe a Família Eto do Demon World, até que eles possam trazer de volta o seu filho príncipe perdido. Quando Shun regressa à casa, sua mãe revela que a estrela é, na verdade, uma marca de nascença. Na manhã seguinte, Shun tenta falar com Ranze no caminho para a escola, mas Yoko acaba interrompendo a conversa. A série termina com um final especial, não só com Ranze mas o elenco principal dançando (com capas) o encerramento, "Super Love Lotion".

## Personagens
- erro em {{japonês}}: Texto em japonês ou romaji necessário (ajuda) Dobrada por Eriko Hara - a personagem principal.
- erro em {{japonês}}: Texto em japonês ou romaji necessário (ajuda) Dobrado por Yū Mizushima - o garoto que Ranze ama.
- erro em {{japonês}}: Texto em japonês ou romaji necessário (ajuda) Dobrada por Miina Tominaga - A rival de Ranze, e a filha mimada de um senhor do yakuza.
- erro em {{japonês}}: Texto em japonês ou romaji necessário (ajuda) Dobrado por Sanae Miyuki - Irmão de Ranze.
- erro em {{japonês}}: Texto em japonês ou romaji necessário (ajuda) Dobrado por Yoshito Yasuhara - O pai de Ranze, um vampiro.
- erro em {{japonês}}: Texto em japonês ou romaji necessário (ajuda) Dobrada por Noriko Ohara - A mãe de Ranze, uma lobisomem.
- erro em {{japonês}}: Texto em japonês ou romaji necessário (ajuda) Dobrado por Hirotaka Suzuoki.
- erro em {{japonês}}: Texto em japonês ou romaji necessário (ajuda) Dobrado por Hideyuki Tanaka.
- erro em {{japonês}}: Texto em japonês ou romaji necessário (ajuda) Dobrado por Junpei Takiguchi - O pai de Yoko.
- erro em {{japonês}}: Texto em japonês ou romaji necessário (ajuda) Dobrada por Yuri Nashiwa - A mãe de Shun.

## Mídia

### Mangá
A série teve 30 volumes na versão original no Japão. Em 2006, foram vendidos 26 milhões de cópias, tornando Tokimeki Tonight o sexto mangá shōjo mais vendido.
- Volume 1, ISBN 4-08-853247-3
- Volume 2, ISBN 4-08-853257-0
- Volume 3, ISBN 4-08-853271-6
- Volume 4, ISBN 4-08-853281-3
- Volume 5, ISBN 4-08-853292-9
- Volume 6, ISBN 4-08-853304-6
- Volume 7, ISBN 4-08-853313-5
- Volume 8, ISBN 4-08-853325-9
- Volume 9, ISBN 4-08-853337-2
- Volume 10, ISBN 4-08-853352-6
- Volume 11, ISBN 4-08-853364-X
- Volume 12, ISBN 4-08-853376-3
- Volume 13, ISBN 4-08-853388-7
- Volume 14, ISBN 4-08-853400-X
- Volume 15, ISBN 4-08-853410-7
- Volume 16, ISBN 4-08-853436-0
- Volume 17, ISBN 4-08-853453-0
- Volume 18, ISBN 4-08-853474-3
- Volume 19, ISBN 4-08-853489-1
- Volume 20, ISBN 4-08-853506-5
- Volume 21, ISBN 4-08-853523-5
- Volume 22, ISBN 4-08-853540-5
- Volume 23, ISBN 4-08-853598-7
- Volume 24, ISBN 4-08-853618-5
- Volume 25, ISBN 4-08-853632-0
- Volume 26, ISBN 4-08-853654-1
- Volume 27, ISBN 4-08-853686-X
- Volume 28, ISBN 4-08-853720-3
- Volume 29, ISBN 4-08-853747-5
- Volume 30, ISBN 4-08-853775-0

#### Tokimeki Midnight
Em 2002, o segundo mangá da série intitulado Tokimeki Midnight, também foi feito por Koi Ikeno, e publicado pela Shueisha na revista Cookie. O mangá é uma releitura alternativa onde os papéis são inversos. A série foi concluída em 2009 em nove volumes.

### Anime
O anime teve 34 episódios, dirigido por Hiroshi Sasagawa e produzido em parceria entre a Group TAC e Toho, estreou no Japão entre 7 de outubro de 1982 até 22 de setembro de 1983 no canal NTV.

#### Lista de episódios
1. O segredo de Ranze Eto (7 de outubro)
2. A porta para o Demon World (14 de outubro)
3. Crise na casa de banho (21 de outubro)
4. Uma pequena amizade (28 de outubro)
5. Ranze vai para o Demon World (4 de novembro)
6. A noite romântica nebulosa (11 de novembro)
7. Cuidado com o Festival Cultural (18 de novembro)
8. Amor, Câmara, Acção (25 de novembro)
9. O amor de Tamasaburo (2 de dezembro)
10. A garota invisível, Miel (9 de dezembro)
11. Aniversário da Lua Cheia (16 de dezembro)
12. Hein?? O desejo de Ranze (23 de dezembro)
13. Corações brancos doce (6 de janeiro)
14. Eu vi isso!! Ranze é um Tanuki! (13 de janeiro)
15. Desculpem a nudez (20 de janeiro)
16. O amor do jovem corredor (27 de janeiro)
17. O Instável Professor de Magia (3 de fevereiro)
18. O jogo do amor (10 de fevereiro)
19. O gigante sentimental (17 de fevereiro)
20. O caos! Demasiadas Ranzes! (24 de fevereiro)
21. Carta de amor de um E.T. (3 de março)
22. Pânico! Jogo do pijama (10 de março)
23. A História de Amor de Sand (17 de março)
24. Um amor ardente! A grande Guerra no Demon World (24 de março)
25. A transformação é vista! Shun deve morrer (31 de março)
26. A execução na nave de guerra! A Guerra Especial  (28 de abril)
27. Fúria! Rocky contra Shun (5 de maio)
28. O alongamento do anjo, o caçador do amor (19 de maio)
29. Chocante! O encontro do futuro (9 de junho)
30. A Ordem de Assassinato do Príncipe (16 de junho)
31. O Regresso das Aves Migratórias (23 de junho)
32. Aventure-se! Ilha dos Sweethearts (7 de julho)
33. O folclore cómico Tokimeki (28 de julho)
34. Eu te amo! Eu te amo! Triângulo amoroso! (22 de setembro)

## Música
Tema de abertura japonesa
- Tokimeki Tonight cantada por Harumi Kamo.

Tema de encerramento japonês
- Super Love Lotion cantada por Harumi Kamo.

## Internacional
Nem o mangá foi publicado, nem o anime exibido nos países lusófonos, mas na Itália o mangá foi publicado, e o anime emitido sob o título de Batticuore notturno - Ransie la strega e nos países de língua árabe a série foi emitida sob o título de رانزي المدهشة.

## Recepção
No site Anime News Network, o usuário Justin Sevakis disse que o anime era "uma comédia de 30 anos, que ainda é engraçada, plausível e interessante, a animação ainda é utilizável".